# Лоуренс, Аарон
Аарон Лоуренс (англ. Aaron Lawrence; 11 августа 1970, Лусеа, Ямайка) — ямайский футболист, играл на позиции вратаря.
Выступал за национальную сборную Ямайки, в составе которой был участником чемпионата мира 1998 года, а также трёх Золотых кубков КОНКАКАФ.

## Клубная карьера
Во взрослом футболе дебютировал в 1989 году выступлениями за команду «Вайолет Кикерз», в которой провел шесть сезонов. В 1994 году впервые в своей карьере стал чемпионом Ямайки, а в 1996 году он повторил этот успех. Того же 1996 года недолго защищал цвета команды «Лонг-Айленд Раф Райдерс» в третьем на тот момент дивизионе США.
Вскоре Лоуренс вернулся на родину и перешел в клуб «Рено», за который отыграл 10 сезонов. Он был на грани присоединения к английскому «Бирмингем Сити» после получения разрешения на работу, но переход был отменен после того, как Аарон сломал ногу. Завершил профессиональную карьеру футболиста выступлениями за команду «Рено» в 2006 году.

## Выступления за сборную
В 1997 году дебютировал в официальных матчах в составе национальной сборной Ямайки, а в следующем году в составе сборной был участником розыгрыша Золотого кубка КОНКАКАФ 1998 года в США и чемпионата мира 1998 года во Франции. Лоуренс был дублером Уоррена Барретта и рассматривался лишь как запасной вратарь, однако на последнюю игру «мундиаля» против Японии вышел именно Лоуренс. Ямайке на тот момент уже потеряла шанс на выход из группы, а Барретт за две игры пропустил 8 голов, в том числе пять от Аргентины. Лоуренс удачно отстоял игру против японцев (2:1) и помог своей сборной одержать первую историческую и пока единственную победу на чемпионатах мира.
После чемпионата мира Арон стал основным вратарем сборной и поехал с ней в этом статусе на Золотой кубок КОНКАКАФ 2000 года в США, где ямайцы проиграли обе игры и заняли последнее место в группе, а Лоуренс во второй игре против Гондураса был удален с поля уже на 32 минуте. Вскоре после этого Аарон потерял место в основе, проиграв его Доновану Рикеттсу и на последнем для себя Золотом кубке КОНКАКАФ 2003 года в США и Мексике на поле не выходил.
В течение карьеры в национальной команде, которая длилась 9 лет, провел в форме главной команды страны 74 матча, пропустив 99 голов.

## Тренерская карьера
После завершения игровой карьеры Лоуренс тренировал «Рено», а также работал тренером вратарей национальной сборной. Кроме этого был директором академии мадридского «Реала» на Ямайке и тренером клуба второго дивизиона Sandals Whitehouse. В 2014 году стал тренером юношеской сборной Ямайки до 15 лет и футбольной команды Rusea’s High School